# Wiktor Pasulko
Wiktor Wasylowycz Pasulko, ukr. Віктор Васильович Пасулько, ros. Виктор Васильевич Пасулько, Wiktor Wasiljewicz Pasulko (ur. 1 stycznia 1961 w Ilnyci, w obwodzie zakarpackim) – piłkarz pochodzenia mołdawskiego i ukraińskiego, grający na pozycji napastnika lub ofensywnego pomocnika, trener piłkarski.

## Kariera klubowa
Pasulko to wychowanek Szkoły Piłkarskiej w Irszawie. Pierwszy trener Isztwan Szandor. W 1978 rozpoczął karierę piłkarską w klubie Howerła Użhorod. W 1980 przeszedł najpierw do Spartaka Iwano-Frankowsk, a potem do SKA Lwów, w którym "odbywał" służbę wojskową. Potem wrócił do trzecioligowego Użhorodu. W 1982 roku grał w Bukowinie Czerniowce, a w 1983 roku został zawodnikiem pierwszoligowego Czornomorca Odessa. Z czasem wywalczył w nim miejsce w podstawowym składzie, a w 1986 roku udało mu się nawet strzelić 11 goli w lidze. W końcu 1986 przeszedł do Spartaka Moskwa i w pierwszym swoim spartakowskim sezonie został z nim mistrzem kraju. Sukces ten Pasulko powtórzył ze Spartakiem w 1989 roku, a zimą 1990 wyjechał z ZSRR.
Pasulko trafił do Niemiec i został piłkarzem drugoligowej Fortuny Kolonia. W lidze niemieckiej zadebiutował 24 lutego 1990 w zremisowanm 1:1 wyjazdowym meczu z Hannoverem 96. W Fortunie grał przez 3 lata grając jako pomocnik, aż w 1993 przeniósł się do Eintrachtu Brunszwik, z którym spadł do Regionalligi. W 3. lidze Niemiec Pasulko grał do lata 1996 i wtedy przeszedł do grającego w Oberlidze małego zespołu ASV Durlach. W rundzie wiosennej sezonu 1997/98 grał jeszcze w Bonner SC, a w latach 1998–2000 w amatorskim zespole FC Junkersdorf, pełniąc w nim również funkcje trenerskie, po czym zakończył piłkarską karierę w wieku 39 lat.

## Kariera reprezentacyjna
W reprezentacji ZSRR Pasulko zadebiutował w 1988 roku. Wtedy też został powołany przez Walerego Łobanowskiego na Euro 88. Zagrał tam w dwóch meczach: grupowym wygranym 3:1 z Anglią, w którym w 72. minucie zdobył gola na 3:1 oraz finałowym z Holandią, w którym pojawił się w 71. minucie za Olega Protasowa, ale ZSRR przegrało 0:2 i zostało wicemistrzem Europy. W tym samym roku Pasulko zakończył karierę reprezentacyjną. W kadrze ZSRR zagrał w 8 meczach i zdobył 1 gola.

## Kariera trenerska
W styczniu 2002 Pasulko został selekcjonerem reprezentacji Mołdawii zastępując na stanowisku Aleksandra Spirydona. Mołdawię prowadził w eliminacjach do Euro 2004 oraz MŚ 2006. Po eliminacjach do tych drugich zrezygnował z posady. Potem do 2006 trenował azerski klub Xəzər Lenkoran. W lipcu 2008 otrzymał propozycję prowadzić uzbecki Sho'rtan G'uzor. W 2010 do sierpnia trenował kazachski FK Atyrau. Obecnie mieszka w Niemczech. W 2011 już w czasie trwania sezonu objął prowadzenie klubu Ordabasy Szymkent, z którym pracował do marca 2014. W lipcu 2014 stał na czele klubu włoskiej Serie D NFC Orlandina ASD.

## Sukcesy i odznaczenia

### Sukcesy klubowe
- mistrz ZSRR: 1987, 1989

### Sukcesy reprezentacyjne
- wicemistrz Europy: 1988

### Sukcesy trenerskie
- zdobywca Pucharu Kazachstanu: 2011
- zdobywca Superpucharu Kazachstanu: 2012

### Sukcesy indywidualne
- wybrany do listy 33 najlepszych piłkarzy ZSRR: Nr 2 (1987), Nr 3 (1985)

### Odznaczenia
- tytuł Mistrza Sportu ZSRR: 1984
- tytuł Mistrza Sportu Klasy Międzynarodowej: 1988